# 两广栝楼
两广栝楼（学名：Trichosanthes reticulinervis）为葫芦科栝楼属下的一个种。